# ويكيبيديا البولندية
ويكيبيديا البولندية (بالبولندية: Polskojęzyczna Wikipedia) هي إصدار اللغة البولندية من موسوعة ويكيبيديا، تاريخ إطلاقها كان في 26 سبتمبر 2001، وفي يونيو 2009 أصبح لديها أكثر من 800,000 مقالة، وترتيبها التاسعة بين الويكيبيديات حسب الأقدمية والعاشرة حسب الحجم، وهي ثاني أكبر طبعة سلافية بعد ويكيبيديا الروسية.

## الإحصائيات
| عدد المستخدمين المسجلين | عدد المستخدمين النشيطين | عدد المقالات | صفحات المحتوى | عدد التعديلات | عدد الملفات المرفوعة | عدد الإداريين |
| ----------------------- | ----------------------- | ------------ | ------------- | ------------- | -------------------- | ------------- |
| 1٬374٬835               | 4٬126                   | 1٬658٬130    | 3٬879٬963     | 76٬620٬625    | 263                  | 96            |

## المعرض

شعار الاحتفال بالذكرى العاشرة لإنشاء ويكيبيديا البولندية.
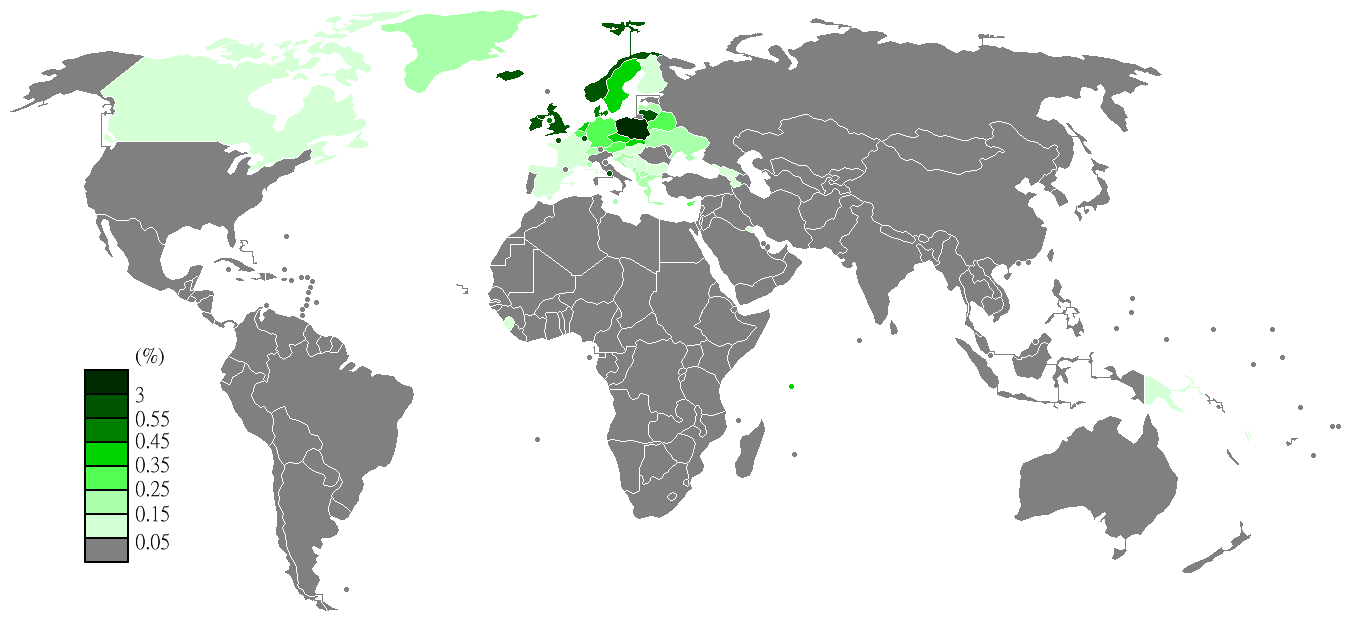
مشاهدة ويكيبيديا البولندية حسب البلد في 2011-2012
شعار الاحتفال بالذكرى الخامسة عشرة لويكيبيديا البولندية